# 메를로 (부에노스아이레스주)

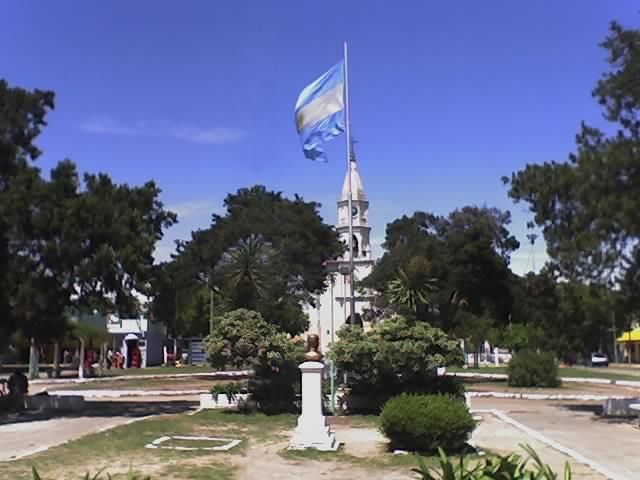
메를로

메를로(스페인어: Merlo)는 아르헨티나 부에노스아이레스주에 위치한 도시로 높이는 16m, 인구는 244,168명(2001년 기준)이다. 도시가 설립된 시기는 1755년 8월 28일이다.

## 사진

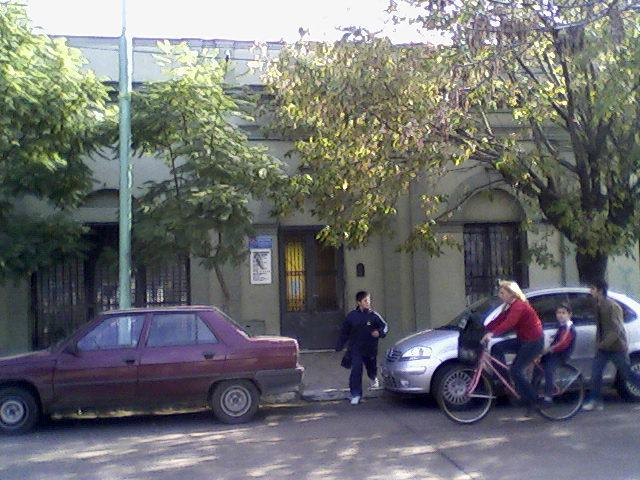
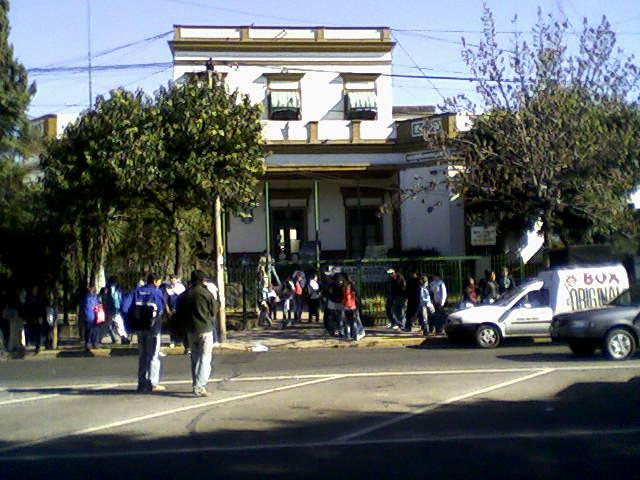
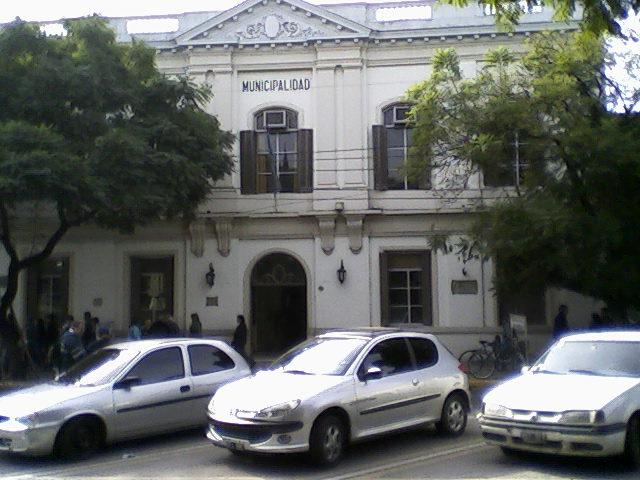
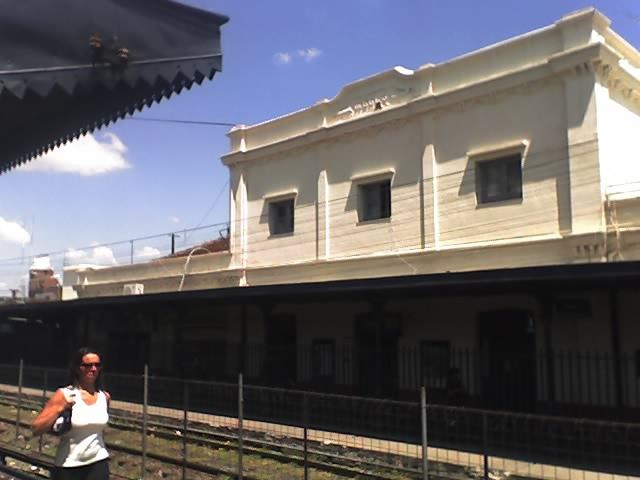
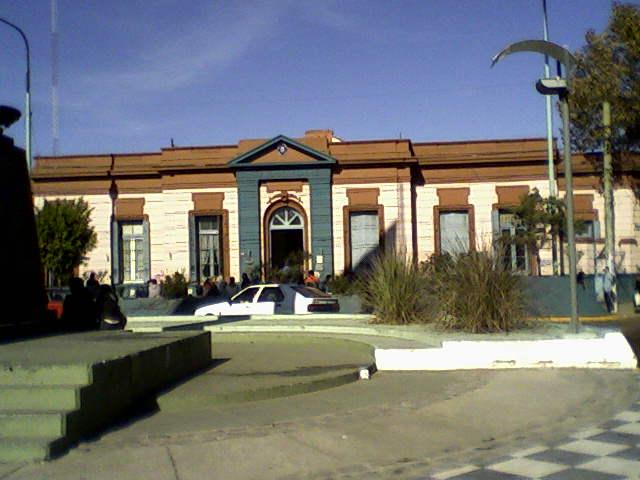